# Roswitha Schlesinger
Roswitha Schlesinger (* 1951 in Halle (Saale)) ist eine deutsche Politikerin (PDS).
Schlesinger ist Diplomverwaltungswirtin an einer Fachhochschule, Touristikfachwirtin, Dozentin für Touristik und Unternehmerin.
Schlesinger war schon Mitglied der Gemeindevertretung von Borkheide und des Kreistages Potsdam-Mittelmark. Vom 5. Juli 1999 bis 29. September 1999 saß sie kurzzeitig im Landtag Brandenburg. Sie rückte für den ausgeschiedenen Helmuth Markov nach.